# Sandrans
Sandrans és un municipi francès situat al departament de l'Ain i a la regió d'Alvèrnia-Roine-Alps. L'any 2007 tenia 516 habitants.

## Demografia

### Població
El 2007 la població de fet de Sandrans era de 516 persones. Hi havia 177 famílies de les quals 33 eren unipersonals (25 homes vivint sols i 8 dones vivint soles), 41 parelles sense fills, 78 parelles amb fills i 25 famílies monoparentals amb fills.
La població ha evolucionat segons el següent gràfic:
Habitants censats

### Habitatges
El 2007 hi havia 223 habitatges, 181 eren l'habitatge principal de la família, 28 eren segones residències i 14 estaven desocupats. 207 eren cases i 15 eren apartaments. Dels 181 habitatges principals, 128 estaven ocupats pels seus propietaris, 50 estaven llogats i ocupats pels llogaters i 2 estaven cedits a títol gratuït; 1 tenia una cambra, 8 en tenien dues, 25 en tenien tres, 49 en tenien quatre i 98 en tenien cinc o més. 144 habitatges disposaven pel capbaix d'una plaça de pàrquing. A 73 habitatges hi havia un automòbil i a 103 n'hi havia dos o més.

### Piràmide de població
La piràmide de població per edats i sexe el 2009 era:
| Homes | Edats   | Dones |
| ----- | ------- | ----- |
| 0     | 95 o +  | 4     |
| 4     | 90 a 94 | 0     |
| 0     | 85 a 89 | 4     |
| 0     | 80 a 84 | 0     |
| 4     | 75 a 79 | 4     |
| 12    | 70 a 74 | 12    |
| 4     | 65 a 69 | 4     |
| 4     | 60 a 64 | 0     |
| 12    | 55 a 59 | 4     |
| 8     | 50 a 54 | 20    |
| 8     | 45 a 49 | 16    |
| 20    | 40 a 44 | 12    |
| 12    | 35 a 39 | 20    |
| 16    | 30 a 34 | 16    |
| 20    | 25 a 29 | 24    |
| 12    | 20 a 24 | 8     |
| 12    | 15 a 19 | 0     |
| 4     | 10 a 14 | 20    |
| 24    | 5 a 9   | 16    |
| 16    | 0 a 4   | 12    |

## Economia
El 2007 la població en edat de treballar era de 336 persones, 271 eren actives i 65 eren inactives. De les 271 persones actives 257 estaven ocupades (145 homes i 112 dones) i 14 estaven aturades (7 homes i 7 dones). De les 65 persones inactives 14 estaven jubilades, 36 estaven estudiant i 15 estaven classificades com a «altres inactius».

### Ingressos
El 2009 a Sandrans hi havia 190 unitats fiscals que integraven 536 persones, la mediana anual d'ingressos fiscals per persona era de 19.009 €.

### Activitats econòmiques
Dels 24 establiments que hi havia el 2007, 2 eren d'empreses de fabricació d'altres productes industrials, 7 d'empreses de construcció, 1 d'una empresa de comerç i reparació d'automòbils, 2 d'empreses de transport, 2 d'empreses d'hostatgeria i restauració, 1 d'una empresa d'informació i comunicació, 1 d'una empresa financera, 2 d'empreses immobiliàries, 3 d'empreses de serveis, 2 d'entitats de l'administració pública i 1 d'una empresa classificada com a «altres activitats de serveis».
Dels 8 establiments de servei als particulars que hi havia el 2009, 2 eren paletes, 2 guixaires pintors, 1 fusteria, 1 electricista i 2 restaurants.
L'únic establiment comercial que hi havia el 2009 era una carnisseria.
L'any 2000 a Sandrans hi havia 30 explotacions agrícoles que ocupaven un total de 1.274 hectàrees.

## Equipaments sanitaris i escolars
El 2009 hi havia una escola elemental integrada dins d'un grup escolar amb les comunes properes formant una escola dispersa.

## Poblacions més properes
El següent diagrama mostra les poblacions més properes.